# Domien Loubry
Domien Loubry, né le 3 mars 1985 à Anvers en Belgique, est un joueur de basket-ball professionnel belge. Il évolue au poste de meneur.

## Biographie

### Carrière de joueur

#### Kangoeroes Basket Malines (depuis 2020)
En avril 2020, alors que la situation financière du Phoenix Brussels est incertaine, Loubry quitte la capitale après y avoir passé 7 saisons. Il rejoint les Kangoeroes pour la saison suivante. Il prolonge son contrat à Malines d'un an supplémentaire en juin 2021.
Pour la saison 2021-2022 il finit deuxième avec les Kangoeroes en phase régulière nationale et transfrontalière de BNXT League. À la suite de cette saison réussie, Loubry est nommé pour le prix du meilleur joueur belge et meilleur sixième homme de la saison. Il ne remporte finalement aucun des deux prix lors de la cérémonie.
En fin de contrat en 2023, il prolonge d’abord d’un an jusqu’en 2024, puis une nouvelle fois jusqu’en 2025. En février 2025, il annonce avoir pris la décision de quitter les Kangoeroes Malines et le monde professionnel à la fin de la saison pour rejoindre les Kontich Wolves en deuxième division belge.

## Palmarès
Gembo BBC (nl)
- Vainqueur de la Coupe de Flandre en 2012.
- Champion de Belgique de deuxième division en 2012 et 2013.

 Brussels Basketball
- Meilleur passeur du championnat de Belgique en 2014.
- Vice-champion de Belgique en 2017.

 Kangoeroes Malines
- Finaliste de la Coupe de Belgique en 2021.
- Vice-vhampion de Belgique en 2022 et 2025.
- Champion de BNXT League en 2025.